# Parafia Najświętszej Maryi Panny Matki Kościoła w Czernicach
Parafia Najświętszej Maryi Panny Matki Kościoła w Czernicach – parafia rzymskokatolicka, znajdująca się w archidiecezji częstochowskiej, w dekanacie osjakowskim. Parafia obejmuje miejscowości: Czernice, Dolina Czernicka, Huta Czernicka, Borki, Kresy, Kolonia Dąbrowie oraz Jasień i 700 mieszkańców.